# Påvel Turholt
Påvel Turhol (Påell Thurolth) var en pärlstickare, verksam under 1500-talet.
Turhol räknades som den skickligaste pärlstickaren vid hovet, och enligt beställningsregistret från 1561 den högst avlönade inom sin yrkesgrupp. Bland hans kända arbeten är broderierna till Erik XIV:s kröningsmantel där han broderade kungakronor med ett guldbroderi.